# バルツィオ
バルツィオ（伊: Barzio）は、イタリア共和国ロンバルディア州レッコ県にある、人口約1,300人の基礎自治体（コムーネ）。

## 地理

### 位置・広がり
レッコ県のコムーネ。県都レッコから北北東へ11kmの距離にある。

#### 隣接コムーネ
隣接するコムーネは以下の通り。括弧内のBGはベルガモ県所属を示す。
- カッシーナ・ヴァルサッシーナ
- クレメーノ
- イントロービオ
- モッジョ
- パストゥーロ
- ヴァルトルタ (BG)
- ヴェデゼータ (BG)

### 気候分類・地震分類
気候分類では、zona F, 3158 GGに分類される。
また、イタリアの地震リスク階級 (it) では、zona 3 (sismicità bassa) に分類される。

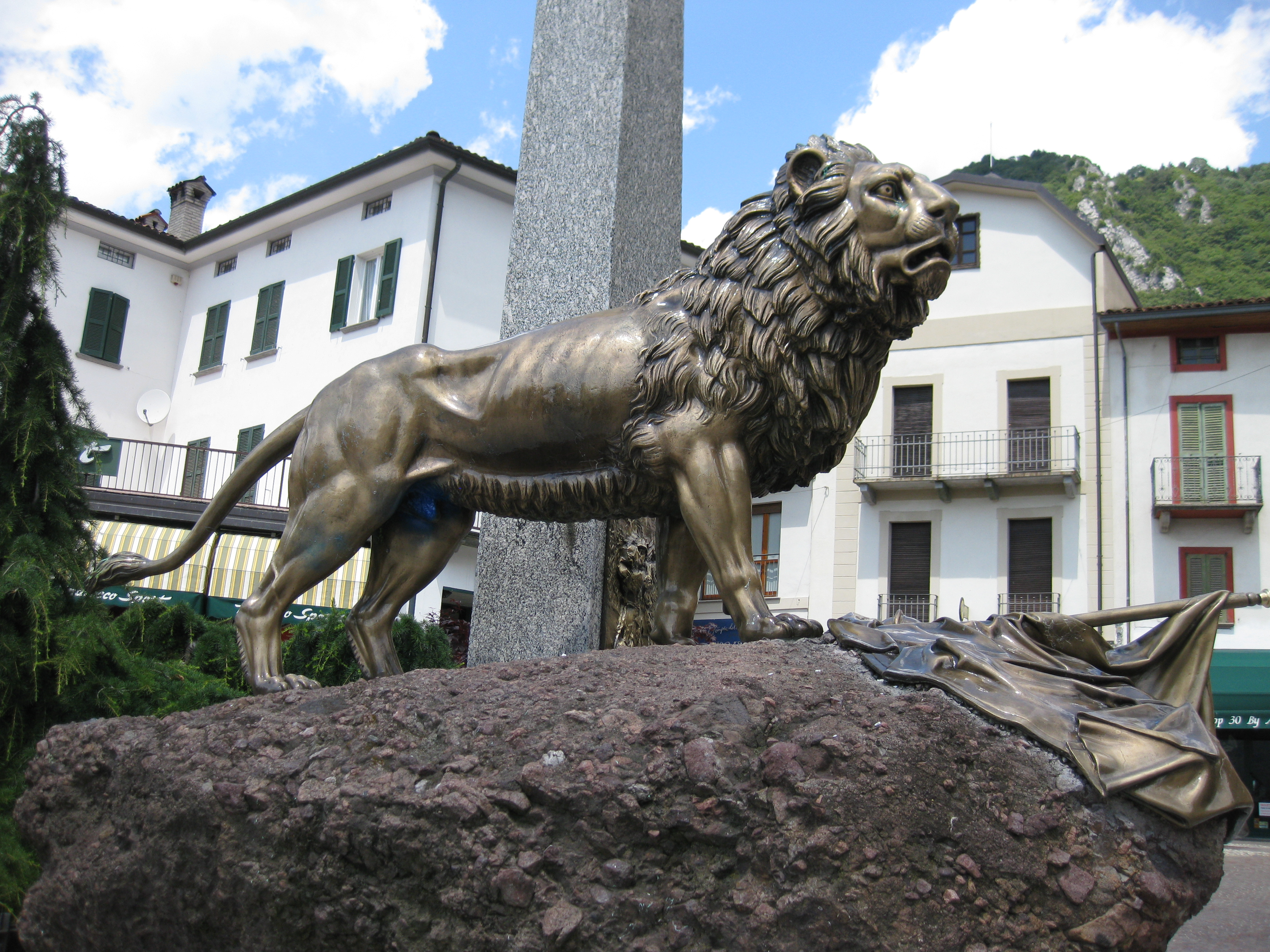
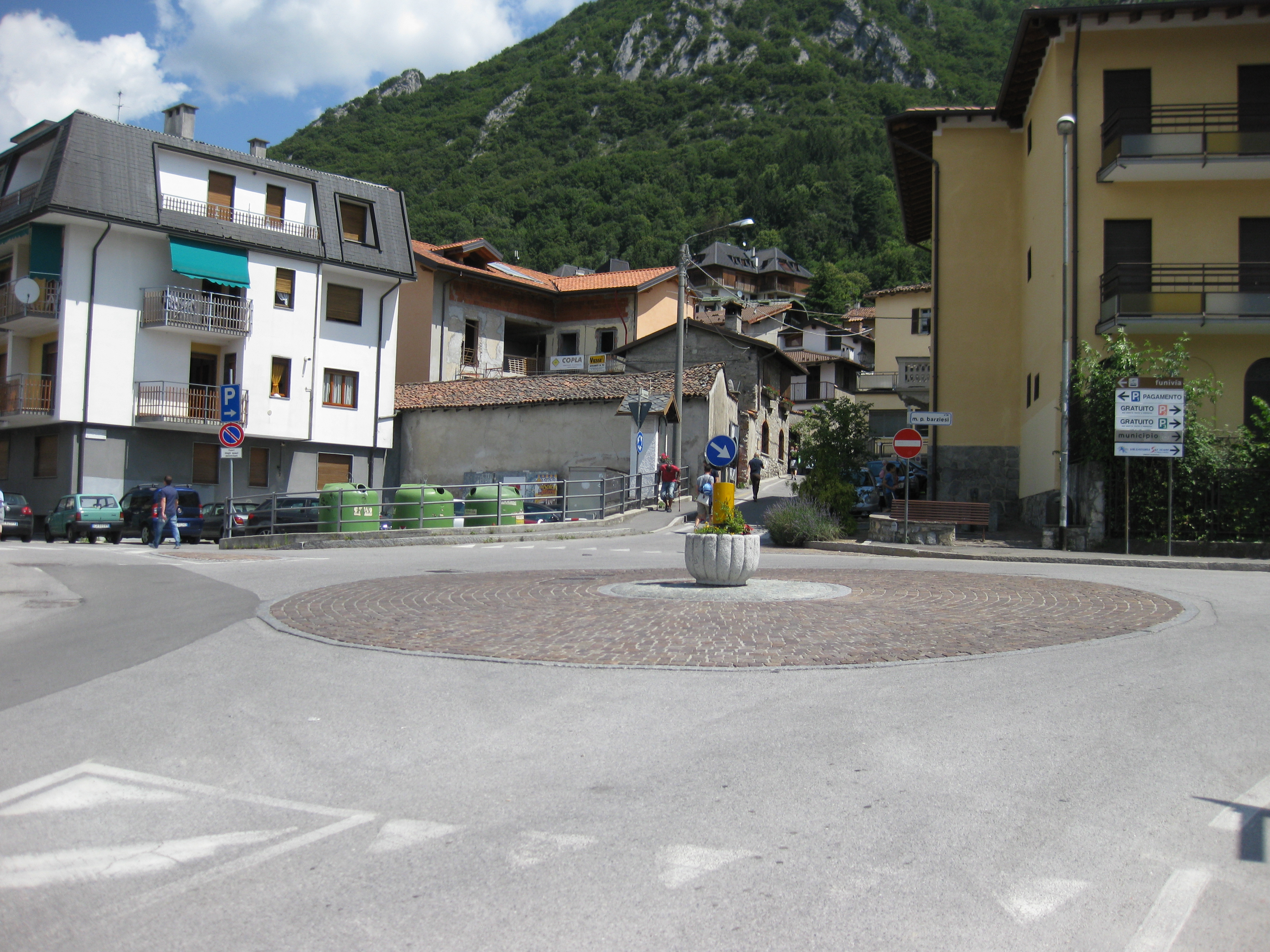
マルティーリ・パトリオティ通り
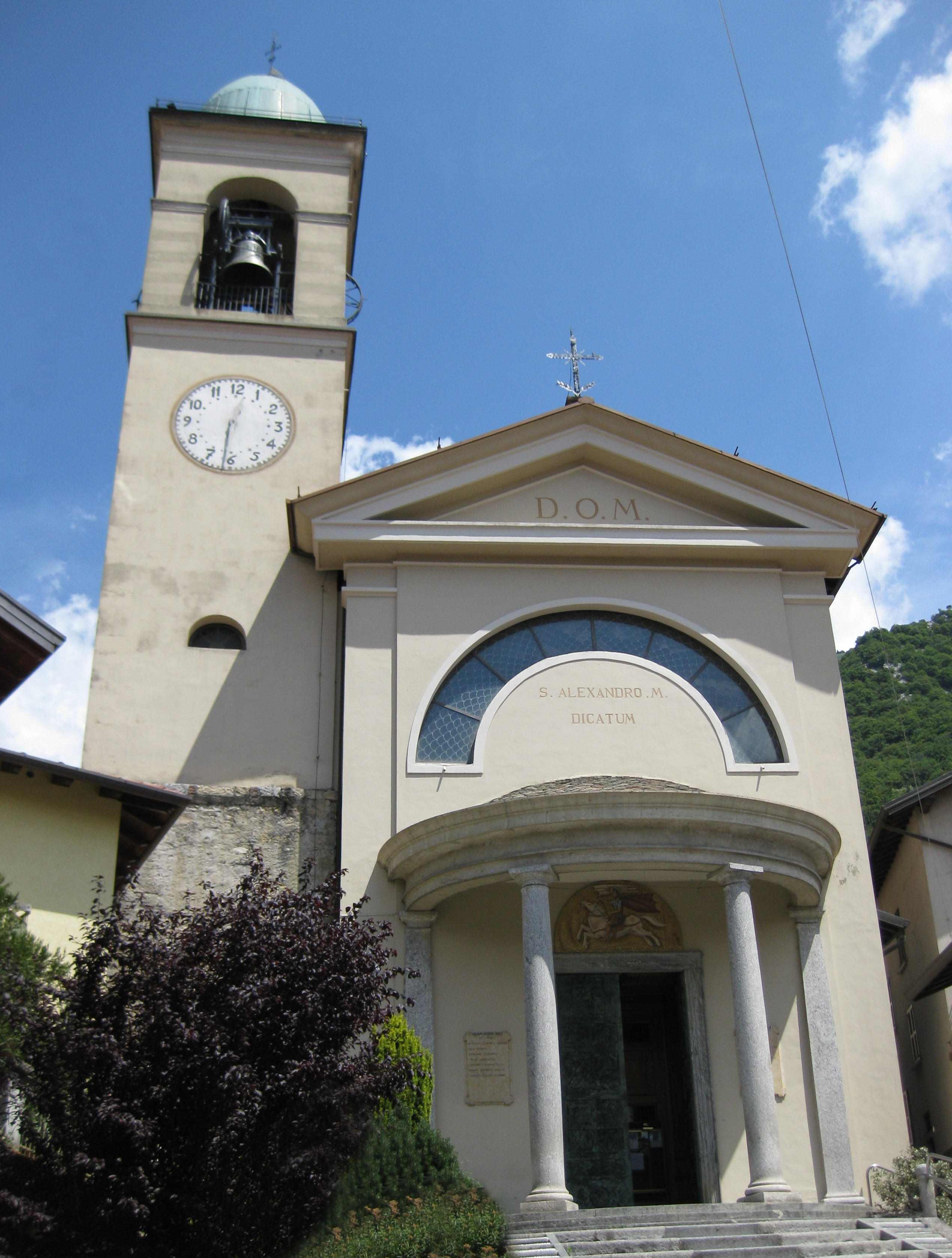
聖アレッサンドロ教会
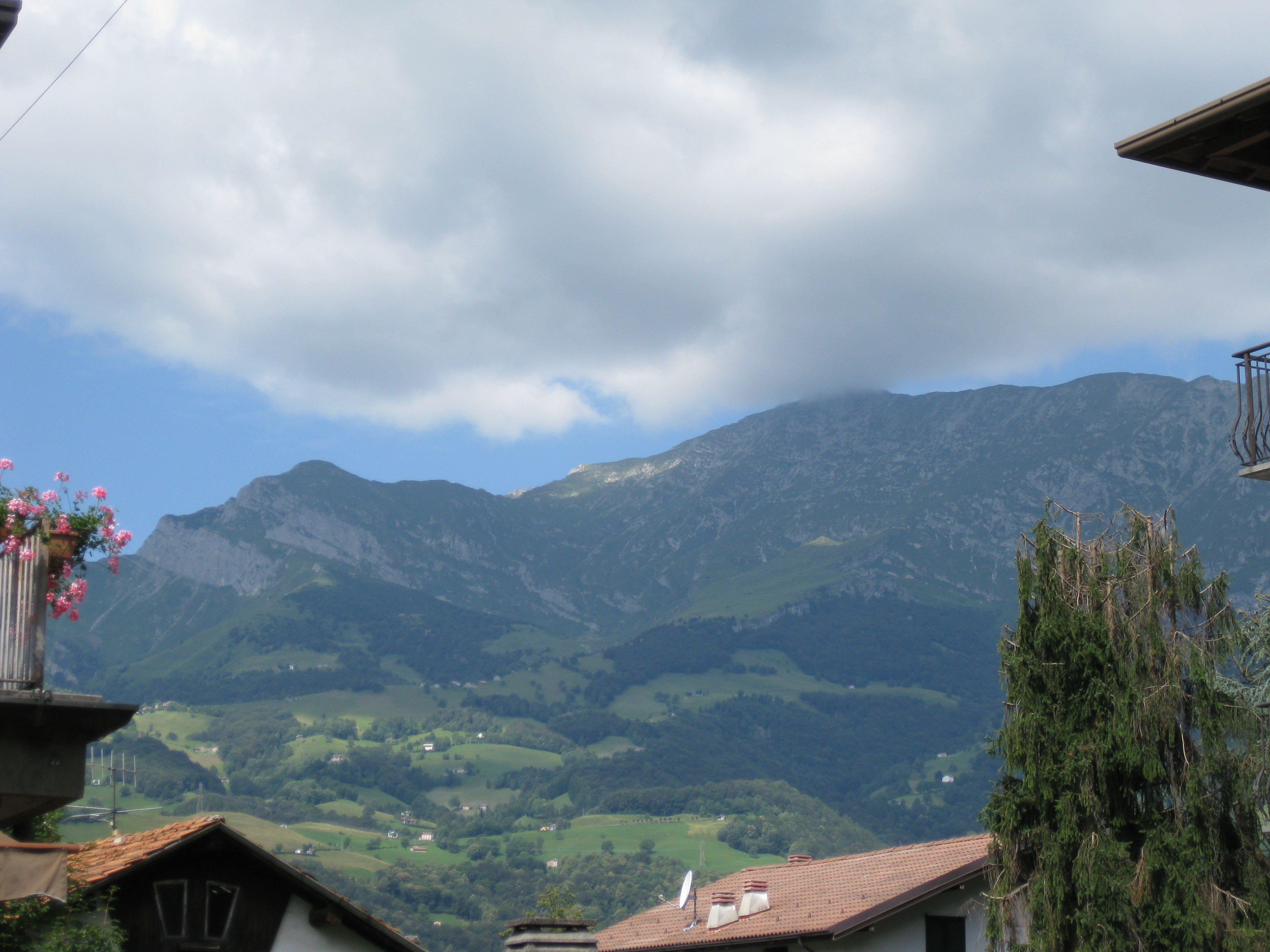
グリーニャ山

## 行政

### 山岳部共同体
- 広域行政組織である山岳部共同体（イタリア語版）「ヴァルサッシーナ、ヴァルヴァッローネ、ヴァル・デージノ・エ・リヴィエラ山岳部共同体」 (it:Comunità montana della Valsassina, Valvarrone, Val d'Esino e Riviera) の事務所所在地である。

## 姉妹都市
- Magland、フランス